# Arhitektura Sardinije
Arhitektura Sardinije se je razvijala od leta 4000 pred našim štetjem in predstavlja značilne vidike v določenih zgodovinskih obdobjih, zlasti v nuraški dobi.

## Od prazgodovine do bizantinske dobe
Na Sardiniji obstajajo številni primeri prazgodovinskih in protozgodovinskih stavb, kot so Domus de Janas (hipogejske grobnice), megalitski krogi, menhirji, dolmeni, Monte d'Accoddi, velikanske grobnice, templji megaron in templji svetih vodnjakov. Vendar pa je element, ki najbolj zaznamuje sardinsko prazgodovinsko pokrajino, nuragi, ki jih je veliko (približno 7000 še vedno obstaja, čeprav arheologi verjamejo, da jih je bilo prvotno več kot 10.000) in so različnih vrst (hodnik, enojni stolp, tancato, ...). Ocenjuje se, da obstaja približno 500 nuraških vasi, ki so na splošno utrjene, pri čemer so najpomembnejši primeri Su Nuraxi v Baruminiju, Santu Antine v Torralbi, Seruci pri Gonnesi in Losa blizu Abbasante.
Obstajajo tudi številne sledi, ki so jih pustili Feničani, ki so ustanovili prva mesta ob obalah, vključno s Caralisom (sodobni Cagliari), Noro, Sulci, Tharrosom. Okoli leta 500 pr. n. št. so Puni zgradili Antasov tempelj (ki sta ga v rimskih časih močno spremenila Avgust in Karakala), namenjen čaščenju Sida Addirja (kasneje znanega kot Sardus Pater). V bližini naselij so se pojavile nekropole, med katerimi je najbolj presenetljiva nekropola Tuvixeddu, in območja, imenovana tophet, namenjena pokopu otrok. Kartažanska prisotnost se je okrepila tudi z nastankom novih mest, med katerimi izstopata Neapolis (Guspini) in Cornus (Cuglieri), ter utrdb.
Rimljani so celoten otok uredili z razgibanim cestnim omrežjem, prestrukturiranjem že obstoječih mest in nastankom novih naselbin ter številne infrastrukture, od katere so ohranjene številne ruševine, kot so akvadukti, palača kralja Barbaro v Porto Torres, terme Fordongianus, gledališče Nora in amfiteater Cagliari.
Obstaja tudi več pričevanj o zgodnjekrščanski in bizantinski arhitekturi po vsem ozemlju, tako na obalah kot v notranjosti, kot so bazilika San Saturnino v Cagliariju, Sant'Antioco na istoimenskem otoku, Columbaris v Cornusu  in San Giovanni di Sinis pri Cabrasu, ki sega v 5.–6. stoletje; prav tako zanimivi so nekateri hipogeji, kot je San Salvatore di Sinis v Cabrasu, skalna cerkev Sant'Andrea Priu v Bonorvi in nekatere cerkve bizantinskega izvora, kot je Gospa iz Mesumundu blizu Siliga.
- Antov tempelj
- Prednuraški kompleks Monte d'Accoddi, Sassari
- Dolmen Sa Coveccada, Mores
- Grobnica velikanov S'Ena in Thomes, Dorgali
- Nuraško svetišče Santa Cristina, Paulilatino
- Tempelj Domu de Orgia, Esterzili

## Oobdobje judikatov
V obdobju Judikatov se je po zaslugi varnosti v Sredozemlju, ki so jo zagotavljale flote italijanskih pomorskih republik Pise in Genove, in po razcvetu komercialnih dejavnosti na Sardiniji razširila romanska arhitektura. Prva romanska stavba na otoku je bazilika sv. Gavina v Porto Torresu, v judikatu Torres. Gradnja se je začela v času vladavine sodnika Gonaria I. iz Torresa (okoli 1015 - 1038). Po Gonarijevi smrti ga je nasledil njegov sin Barisone I. Torresov, ki je nadaljeval gradnjo bazilike.
Vladarji judikatov so od okoli leta 1063 naprej z znatnimi donacijami omogočili prihod menihov iz različnih redov iz različnih regij italijanskega polotoka in Francije. Te okoliščine so povzročile prisotnost različnih izurjenih obrtnikov na otoku: Pisancev, Langobardov, Provansalcev in celo tistih z arabskim vplivom z Iberskega polotoka. To zlitje izkušenj je povzročilo edinstvene umetniške izraze.
Sredi 12. stoletja je sardinska romanska arhitektura postajala vse tesneje povezana s arhitekturo Pise, ki je imela prevladujočo vlogo zaradi večje vpletenosti pisanskih družin v notranjo politiko judikatov. Bazilika Saccargia v Codrongianosu je morda najbolj znan izraz pisanske romanike na Sardiniji.
Poleg številnih cerkva je iz srednjega veka ohranjenih več primerov vojaške arhitekture. Med njimi so gradovi, kot so grad Acquafredda, grad San Michele, grad Sanluri in grad Serravalle (če naštejemo le nekatere). Ostajajo tudi mestna obzidja Sassarija in Iglesiasa (delno ohranjena zaradi rušenja v 19. stoletju) ter stolpi, kot sta stolp San Pancrazio in Torre dell'Elefante v Cagliariju (zasnoval Giovanni Capula) ali stolp Mariana II. v Oristanu.
- Bazilika Saccargia, Codrongianos
- Bazilika San Simplicio, Olbia
- Bazilika San Gavino, San Proto in San Gianuario, Porto Torres
- Cerkev Santa Maria di Monserrato (Tratalias)
- Cerkev San Nicola (Ottana)
- Cerkev San Pietro di Sorres, Borutta
- Cerkev San Pietro di Zuri, Ghilarza

## Gotika, renesansa in barok
Od sredine 13. stoletja je prisotnost frančiškanov povzročila uvedbo arhitekturnih in dekorativnih vrst, povezanih z italijansko gotiko na Sardiniji. Med najpomembnejšimi stavbami italijanskega gotskega sloga je stolnica v Cagliariju, ki ohranja pomembne dele transepta. Kasneje so Aragonci uvedli oblike katalonske gotske arhitekture, pri čemer je bil prvi primer Svetišče Naše Gospe iz Bonarie.
Renesančna arhitektura, čeprav redko zastopana, vključuje pomembne primere, kot je stolnica San Nicola v Sassariju (pozna gotika, vendar z močnim renesančnim vplivom), cerkev Sant'Agostino v Cagliariju (zasnoval Palearo Fratino), cerkev sv. Santa Caterina v Sassariju (zasnoval Bernardoni, študent Vignole) in dokončanje stolnice Santa Maria v Alghero, delo Jacopa Paleara Fratina.
Nasprotno pa je bila na široko izpostavljena baročna arhitektura: zanimivi primeri so kolegijska cerkev Sant'Anna v Cagliariju, pročelje stolnice San Nicola v Sassariju (delo Romera in Corbellinija), cerkev San Michele v Cagliariju (s centralnim tlorisom ter dragocenimi štukaturami in freskami), pa tudi stolnice v Cagliariju, Alesu in Oristanu, ki sta jih med 17. in 18. stoletjem prezidala Domenico Spotorno in Giovanni Battista Arieti.
V drugi polovici 16. stoletja, v španski dobi, so okrepili in posodobili trdnjave Cagliari, Alghero in Castellaragonese (Castelsardo). V tem obdobju so vzdolž celotne sardinske obale zgradili obalne stolpe, ki so služili protibarbarski funkciji. Skoraj vsi ti stolpi imajo krožno zasnovo.
- Stolnica v Algheru, zvonik
- Casa aragonese, Fordongianus
- Cerkev Svete Katarine, Sassari
- Stolnica San Nicola (Sassari)
- Kolegijska cerkev Sant'Anna, Cagliari
- Cerkev San Michele, Cagliari
- Stolnica svetega Petra in Pavla, Aleš
- Svetišče Naše Gospe iz Bonarie

## 19. stoletje
Od 19. stoletja so se nove neoklasicistične arhitekturne oblike razširile po vsem otoku, zahvaljujoč novim idejam in izkušnjam, ki so jih prinesli nekateri sardinski arhitekti, šolani v Torinu. Med najpomembnejšimi osebnostmi te arhitekturne in urbanistične faze je arhitekt iz Cagliarija Gaetano Cima, čigar dela so raztresena po celotnem ozemlju Sardinije (med njegovimi številnimi dosežki so civilna bolnišnica v Cagliariju, svetišče Blažene Device Vnebovzete v Guasili in stolnica Ozieri). Poleg Ciminih del so omembe vredna tudi dela Cominottija (Palača in mestno gledališče v Sassariju) in Cana (Kupola S. Maria di Betlem v Sassariju in stolnica Marije Snežne v Nuoru).
V drugi polovici 19. stoletja so v Sassariju zgradili neogotsko palačo Giordano (1878), ki predstavlja enega prvih primerov revivalizma na otoku, neoromansko pročelje stolnice v Cagliariju, delo Giarrizza, sega v leto 1933.
- Svetišče Device Marije Vnebovzete (Guasila)
- Stolnica brezmadežnega spočetja (Ozieri)
- Bastijon San Remy, Cagliari
- Cerkev Santa Maria di Betlem, Sassari
- Palazzo Giordano, Sassari

## Od 20. stoletja naprej
Zanimiv primer eklektičnega okusa, ki izhaja iz kombinacije navdihov revivalističnih in secesijskih modelov, je meščanska palača v Cagliariju, dokončana v zgodnjih letih 20. stoletja. Art nouveau in Art déco sta našla svoje mesto predvsem v novih palačah družin višjega srednjega razreda, pa tudi v javnih stavbah.
Prihod fašizma je močno vplival na italijansko arhitekturo 1920-ih in 1930-ih; tudi na Sardiniji, zlasti v novoustanovljenih mestih, je bilo uresničenih več stavb racionalističnega in monumentalnega sloga: pomembni dosežki tega obdobja so središča Fertilia, Arborea in mesto Carbonia, eden največjih primerov racionalistične arhitekture. Izrazita osebnost tistega časa je Ubaldo Badas, avtor številnih stavb v Cagliariju in drugod.
Turistični razvoj, ki se je začel v 1960-ih, je pripeljal do gradnje arhitekturno pomembnih stavb na Costa Smeraldi, kot so Cala di Volpe, Romazzino ali Pitrizza, skupaj z vasjo Porto Cervo s cerkvijo Stella Maris, ki je delo Jacquesa Couelle, Luigija Viettija in Michela Busiri Vicija.
Novejše so druge izrazito moderne stavbe, kot je stolp hotela T ali sedež banke Banca di Credito Sardo, tako v Cagliariju kot slednje delo Renza Piana.
Najvišje stavbe, zgrajene na otoku, so Nuovo nebotičnik Sassari Fernanda Clementeja z 80 metri in 19 nadstropji ter 8 metri antene (skupaj 88 metrov), T Hotel v Cagliariju z 62 metri (73 metrov vključno z drogom za zastavo) in 16 nadstropij, zahodni stolp tako imenovane Palazzaccio iz Olbie s 50 metri in 16 nadstropji ter kupola bazilike Bonaria v Cagliariju s 50 metri. Najvišja stavba, ki je bila kdaj zgrajena, je približno 250-metrski dimnik elektrarne Sulcis (ki pripada Enel Produzione), in jeznotraj industrijskega stebra Portovesme.
- Mestna hiša Cagliari
- Stavbe v Cagliariju
- Carbonia
- Fertilia

## Tradicionalne stanovanjske arhitekture
Poleg tega obstajajo različne tradicionalne vrste stanovanj, kot so visoke hiše v hribovitih in gorskih območjih, zgrajene iz kamna in lesa, in dvoriščne hiše iz ladirija (opeke iz surove zemlje) v Campidanu, pa tudi različne vrste naselij, kot stazzi v Galluri, furriadroxius in medaus v regiji Sulcis-Iglesiente.